# Charqueada
Ne doit pas être confondu avec Charqueadas.
Charqueada est une ville brésilienne de la mésorégion de Piracicaba, dans l'État de São Paulo, faisant partie de la microrégion de Piracicaba et située à 195 km au nord-ouest de São Paulo, capitale de l'État. Elle se situe à une latitude de 22° 30′ 38″ sud et à une longitude de 47° 46′ 42″ ouest, à 610 m d'altitude. Sa population était estimée à 14 356 en 2007, pour une superficie de 176 km2. L'accès s'y fait par les SP-191 et SP-308.
Le nom Charqueada vient de la zone de végétation rude où se trouve la commune et qui attirait de nombreux chasseurs. Ceux-ci, pour conserver leur viande, la faisaient sécher et saler en cet endroit qui prit cette dénomination.
L'origine de la population est allemande, italienne et suisse.

## Démographie
| Évolution de la population (municipalité) | Évolution de la population (municipalité) | Évolution de la population (municipalité) | Évolution de la population (municipalité) |
| Année                                     | Population                                |                                           | %±                                        |
| ----------------------------------------- | ----------------------------------------- | ----------------------------------------- | ----------------------------------------- |
| 1960                                      | 6 801                                     |                                           | —                                         |
| 1970                                      | 7 924                                     |                                           | 16,5%                                     |
| 1980                                      | 8 898                                     |                                           | 12,3%                                     |
| 1991                                      | 10 735                                    |                                           | 20,6%                                     |
| 2000                                      | 13 037                                    |                                           | 21,4%                                     |
| 2010                                      | 15 085                                    |                                           | 15,7%                                     |
| 2022                                      | 15 535                                    |                                           | 3,0%                                      |
| ,                                         |                                           |                                           |                                           |

## Villes voisines
- Itirapina
- Ipeúna
- Rio Claro
- Piracicaba
- São Pedro

## Religion
Le christianisme est présent dans la ville comme suit:

### Église Catholique
L'église catholique de la commune fait partie du Diocèse de Piracicaba.

### Église Protestante
Les croyances évangéliques les plus diverses sont présentes dans la ville, principalement pentecôtistes, notamment les Assemblées de Dieu brésiliennes (la plus grande église évangélique du pays),, Congrégation Chrétienne au Brésil, entre autres. Ces dénominations se développent de plus en plus dans tout le Brésil.

## Note
1. ↑  IBGE
2. ↑  Charquear est l'action de sécher et saler la viande, en portugais ; la charqueada est le lieu où se réalise l'opération.
3. ↑  (pt-BR) « Censos Demográficos (1991-2022) | IBGE », sur www.ibge.gov.br
4. ↑  (pt-BR) « Censos Demográficos (1872-1980) | IBGE », sur biblioteca.ibge.gov.br
5. ↑  (pt-BR) « Biblioteca Digital Seade | Fundação Seade », sur bibliotecadigital.seade.gov.br
6. ↑  « São Paulo (Archdiocese) [Catholic-Hierarchy] », sur www.catholic-hierarchy.org (consulté le 22 juin 2024)
7. ↑  (pt-BR) « Campos Eclesiásticos », sur CONFRADESP, 10 décembre 2018 (consulté le 22 juin 2024)
8. ↑  (pt-BR) « Arquivos: Locais », sur Assembleia de Deus Belém – Sede (consulté le 22 juin 2024)
9. ↑  (pt-BR) « Localidade - Congregação Cristã no Brasil », sur congregacaocristanobrasil.org.br (consulté le 22 juin 2024)